# Perino II
 Perino II (fl. XX secolo) è stato un calciatore italiano, di ruolo portiere.

## Carriera
Era chiamato Perino II per distinguerlo da Antonio Perino, anch'egli calciatore della Pro Vercelli.
Ha disputato 5 gare con la Pro Vercelli nel campionato di Prima Divisione 1922-1923.